# Tiësto in Concert
Tiësto in Concert es un álbum en DVD de Tiësto del concierto que ofreció el 10 de mayo de 2003, en el Gelredome de Arnhem, Gelderland, Holanda, con un público de más de 25 000 personas.

## Lista de canciones
| N.º | Título                                                                         | Duración |  |
| 1.  | «Tiësto - Magik Journey (Intro)»                                               | 2:09     |  |
| 2.  | «Tiësto - Adagio For Strings»                                                  | 7:24     |  |
| 3.  | «Ernesto vs. Bastian - Who's The Starter?»                                     | 5:35     |  |
| 4.  | «Skin - Faithfullness (Tiësto Remix)»                                          | 5:52     |  |
| 5.  | «Andain - Beautiful Things (Live Performance of Mavie Marcos)»                 | 8:24     |  |
| 6.  | «Brotherhood / Cave - Samba In The Hood / Carnival»                            | 3:01     |  |
| 7.  | «Roc Project - Never (Filterheadz Luv Tina Remix)»                             | 5:33     |  |
| 8.  | «David Forbes - Answers»                                                       | 6:52     |  |
| 9.  | «Mojado - "Naranja" (Dimitri Andreas Version)»                                 | 3:30     |  |
| 10. | «Salt Tank - Eugina (Michael Woods Remix)»                                     | 2:59     |  |
| 11. | «Kane - Rain Down On Me (Tiësto Remix) (Live Performance of Dinand Woesthoff)» | 7:39     |  |
| 12. | «Traditional - The Star Spangled Banner»                                       | 0:58     |  |
| 13. | «Hampshire & Nysse - Eternal Voices (Tiësto Alternative Breaks Mix)»           | 5:32     |  |
| 14. | «Scott Bond vs. Solarstone - 3rd Earth»                                        | 7:15     |  |
| 15. | «Fictivision vs. C-Quence - Symbols»                                           | 5:44     |  |
| 16. | «Max Walder - Crown (Dance Mix)»                                               | 5:27     |  |
| 17. | «F. Massif - Understatement»                                                   | 5:07     |  |
| 18. | «Conjure One - Tears From The Moon (Tiësto Remix)»                             | 6:15     |  |
| 19. | «Tiësto - Traffic»                                                             | 5:23     |  |
| 20. | «Orange Studio's - Tiësto In Concert Asia»                                     | 6:27     |  |
| 21. | «Coast 2 Coast - Searching (Coast 2 Coast Mix)»                                | 2:08     |  |
| 22. | «Solar Factor - Urban Shakedown»                                               | 4:03     |  |
| 23. | «Freefall - Skydive (Live Performance of Jan Johnston)»                        | 7:26     |  |
| 24. | «Literon / Speedy J - Collabs 200: Snacker»                                    | 3:51     |  |
| 25. | «Tiësto - Lethal Industry»                                                     | 5:02     |  |
| 26. | «Mark Norman - Rush»                                                           | 6:23     |  |
| 27. | «Omar Ka & Fula Band - Dimel / Koode Nyaari»                                   | 4:06     |  |
| 28. | «Tiësto - Theme From Norefjell (DJ Jan & Christophe Chantzis Mix)»             | 5:09     |  |
| 29. | «Riley & Durrant - Candesco»                                                   | 7:14     |  |
| 30. | «Tiësto - Nyana»                                                               | 5:21     |  |
| 31. | «Saltwater - The Legacy (Alphazone Remix)»                                     | 7:34     |  |
| 32. | «DJ Ton T.B. - Electronic Malfunction»                                         | 8:09     |  |
| 33. | «Tiësto - Flight 643»                                                          | 6:28     |  |
| 34. | «Armani & Ghost - Airport»                                                     | 2:52     |  |
| 35. | «De Jonge & Beijerink - Didjerrydoo»                                           | 1:49     |  |
| 36. | «Tiësto & Junkie XL - Obsession (Frank Biazzi Mix)»                            | 2:37     |  |
| 37. | «Ralph Fridge - Man On Mars»                                                   | 5:28     |  |
| 38. | «Tiësto - Suburban Train»                                                      | 10:55    |  |
| 39. | «Ricky Fobis - No Regular»                                                     | 3:01     |  |
| 40. | «End Credits»                                                                  |          |  |